# ولادیمیر بلیاکوف
ولادیمیر بلیاکوف (به انگلیسی: Vladimir Belyakov) ژیمناست زادهٔ ۲ ژانویه ۱۹۱۸ میلادی اهل کشور شوروی است.